# Iryna Senyk
Iryna Senyk, uk. Іри́на Миха́йлівна Се́ник (8. června 1926 Lvov, Polsko – 25. října 2009 Boryslav, Ukrajina) byla ukrajinská členka OUN, básnířka, disidentka a politická vězenkyně. V pracovních táborech a ve vyhnanství strávila celkem 34 let. Během věznění se připojila k Ukrajinské Helsinské skupině. Stala se čestnou členkou Mezinárodního PEN klubu. Po vzniku nezávislé Ukrajiny obdržela Řád kněžny Olgy a Řád za odvahu.

## Život
Iryna Senyk pocházela z rodiny haličských Sičových střelců, kteří bojovali v 1. světové válce válce na východní frontě proti Rusům. Její matka Maryna Senyk, sestra a bratr byli vězněni v gulagu. Iryna se roku 1939 podílela na ilegální ditribuci  materiálů OUN a od roku 1941 byla členkou OUN a pracovala jako posel pro Ukrajinskou osvobozeneckou armádu (UPA) Romana Šukevyče.
Absolvovala soukromé dívčí gymnázium a roku 1944 byla přijata na Lvovskou univerzitu na obor anglická filologie. Následujícího roku byla jako devatenáctiletá dívka zatčena NKVD a čtyři měsíce podrobena krutým výslechům a mučení, při kterém jí zlomili páteř. Byla odsouzena vojenským tribunálem za "vlastizradu" a "členství v kontrarevoluční organizaci" na deset let v pracovních táborech Ozerlag a Angarlag v Irkutsku a doživotnímu vyhnanství.
Jako vězenkyně gulagu skládala básně a naučila se vyšívat. Od roku 1955 byla vážně nemocná a pracovní tábor opustila roku 1956 s druhým stupněm invalidity a mohla se pohybovat pouze v korzetu a o berlích. Z tábora byla poslána do vyhnanství v Anžero-Sudžensku na Sibiři, kde strávila 13 let. Roku 1958 podstoupila vážnou operaci páteře po zranění utrpěném během výslechů NKVD. Absolvovala zde kurs pro zdravotní sestry v Novokuzněcku. Roku 1968 byla propuštěna, ale nesměla se vrátit do Lvova a usadila se v Ivano-Frankivsku. Pracovala jako zdravotní sestra, mj. u vězňů nemocných tuberkulózou. Navázala přátelství se Šedesátníky, seznámila se s Vjačeslavem Čornovilem a Valentynem Morozem a podílela se na šíření samizdatu. Roku 1969 podepsala dopis 16 bývalých politických vězňů "Znovu soudy ve vězeňské cele?" (Знову камерні справи?), adresovaný Prezidiu nejvyššího sovětu USSR, vyjadřující protest proti ukládání dalších trestů vězňům, bez možnosti řádného soudu. Sbírala lidové pohádky na venkově v huculské oblasti.
Roku 1972 byla znovu zatčena a následujícího roku odsouzena za "antisovětskou agitaci a propagandu" jako nebezpečná recidivistka k šesti letům v pracovním táboře s přísným režimem a pěti letům vyhnanství. Důvodem byly zakázané publikace nalezené při domovní prohlídce i dvě její samizdatové sbírky básní. Trest si odpykala v táboře ZhKh-385/3 Dublagu v Mordovii poblíž Baraševa. Spolu s ní byly v táboře vězněny Kateryna Zarycka, Iryna Kalynec, Nina Strokata Karavanska, Nadija Svitlyčna, Oksana Popovyč a Stefanija Šabatura. Zúčastnila táborových hladovek v Den sovětských politických vězňů (30. října) a připojila se k dopisům do zahraničí, které upozorňovaly na flagrantní porušování lidských práv v Sovětském svazu.
Po propuštění z tábora 15. listopadu 1978 žila ve vyhnanství v Uštobe v Kazachstánu a na svobodu se dostala až roku 1983. V exilu byla několikrát vážně nemocná a musela být hospitalizována. Žádost jejího bratra i matky, aby byla poslána za nimi do vyhnanství v Kemerovsku, úřady zamítly. Ve vyhnanství se stala členkou Ukrajinské Helsinské skupiny. V říjnu 1979 byla spolu s Oksanou Meško a Ninou Strokatou spoluautorkou textu "Lamentace". Byl určen pro zahraničí a popisoval množství případů  "eskalace státního teroru a hanobení ukrajinského hnutí za lidská práva". Dopis publikoval samizdatový Український вісник a vysílalo ho Radio Svoboda. 
Po propuštění z vyhnanství se vrátila na Ukrajinu do Boryslavi. Roku 1983 se provdala za někdejšího politického vězně Vasyla Deyka, který měl za sebou 15 let gulagu v Norilsku. Roku 1987 se jako čestná členka Mezinárodního PEN klubu připojila k Ukrajinské asociaci nezávislé tvůrčí inteligence. Po pádu komunistického režimu se roku 1990 stala členkou nové strany Державна самостійність України (Státní nezávislost Ukrajiny), založené Ivanem Kandybou. Roku 1991 byla plně rehabilitována. Roku 2002, po jejím projevu na mítinku politického bloku Naše Ukrajina, v bytě přepadli a okradli neznámí muži.
Zemřela 25. října 2009 v Boryslavi.
Na sjezdu Světové federace ukrajinských ženských organizací v Rochesteru roku 1998 byla zařazena mezi Sto ženských hrdinek světa. Zemřela 25. října 2009 v Boryslavi ve věku 83 let.

### Ocenění
- 2005 Řád kněžny Olgy 3. třídy[10]
- 2006 Řád za odvahu 1. třídy[11][1]
- Čestná občanka Lvova a Boryslavi
- Zasloužilý umělec lidového umění Ukrajiny

### Tvorba (výběr)
- Kalynec I., Senyk I., Šabatura S., Nepřemožitelný duch: básně (Нездоланний дух: Вірші); Baltimore: Smoloskyp, 1977
- Dopis Iryny Senyk // Ukrajinská helsinská skupina. 1978-1982. Dokumenty a materiály: - Toronto-Baltimore: Smoloskyp, 1983. s. 629-632.
- Svitek látky: Básně (Сувій полотна: Поезії). Druhé vydání. Sestavily Natalia Danylenko a Nadia Svitlyčna. - New York: Union, 1990. 108 s.[12]
- Bílá astra lásky. Sbírka básní, výšivek a ukázek moderního oblečení (Біла айстра любови. Збірка віршів, вишивок та зразків сучасного одягу). Vydala Liga ukrajinských katolických žen v Kanadě při kostele svatého Demetria. Etobicoke, Ontario, 1992. 160 s.
- Uvězněná mládež: Poezie (Заґратована юність: Поезії) Drohobyč: Renesance, 1996. 62 s.
- Kniha babičky Iryny pro slušné dítě (Книжечка бабусі Ірини для чемної дитини) - Drohobyč, 1996
- Máme jednu Ukrajinu! Básně (В нас одна Україна!: Поезії.) - Drohobyč: VF „Vidrodzhennia“, 1999. 148 s.
- Motýli vzpomínek. Vzpomínky a vize k vyšívání (Метелики спогадів. Спогади і взори до вишивання) / red. Lvov: MS nakladatelství, 2003. 288 s.